# 羅基倫-威爾科克斯鎮區 (伊利諾伊州漢考克縣)
羅基倫-威爾科克斯鎮區（英語：Rocky Run-Wilcox Township）是位於美國伊利諾伊州漢考克縣的一個行政鎮區。

## 地方資料
根據2010年美國人口普查的數據，羅基倫-威爾科克斯鎮區的面積為157.80平方千米，當中陸地面積為147.20平方千米，而水域面積為10.60平方千米。當地共有人口347人，而人口密度為每平方千米2.2人。